# Psilota auricauda
Psilota auricauda är en tvåvingeart som beskrevs av Charles Howard Curran 1926. Psilota auricauda ingår i släktet sotblomflugor, och familjen blomflugor. Inga underarter finns listade i Catalogue of Life.